# San Antonio del Táchira
San Antonio del Táchira – miasto w Wenezueli, położone w Andach w stanie Táchira, tuż przy granicy z Kolumbią. W 2011 roku liczyło 46 054 mieszkańców.Założone zostało w 1724 roku.

## Gospodarka
W mieście rozwinął się przemysł metalowy, elektrotechniczny, spożywczy, odzieżowy, drzewny, meblarski oraz obuwniczy.

## Transport
W mieście znajduje się Międzynarodowy Port Lotniczy Juan Vicente Gómez.

## Baza hotelowa
- Hotel Adriatico[3]
- Hotel Don Jorge[4]
- Hotel Kariven[5]
- Hotel Manuel[6]
- Hotel Centro Internacional[7]

## Miasta partnerskie
- Ureña
- Capacho Viejo
- Rubio
- San Cristóbal
- Villa del Rosario (Norte de Santander)
- Cúcuta